# Dallara 3087
Dallara 3087 – samochód Formuły 3000, którego zespół BMS Scuderia Italia użył w pierwszym Grand Prix Formuły 1 sezonu 1988.

## 3087 w Formule 1
Dallara nie planowała wystawić modelu F188 na start sezonu. Jednak w celu wypełnienia swoich zobowiązań wobec FIA klient Dallary, BMS Scuderia Italia, musiał uczestniczyć we wszystkich wyścigach sezonu 1988. W związku z tym w pierwszym Grand Prix sezonu, Grand Prix Brazylii, zespół użył modelu 3087. Był to bolid Formuły 3000, dostosowany do przepisów FIA. Został wyposażony w trzylitrowy silnik Cosworth DFV, chociaż wszystkie inne samochody korzystające z silników wolnossących używały silników Cosworth DFZ o pojemności 3,5 litra.
Samochód przeszedł badania kontrolne i Caffi wziął udział w prekwalifikacjach. Ukończył je na ostatnim miejscu ze stratą 18 sekund do zdobywcy pole position, Ayrtona Senny, i nie zakwalifikował się do wyścigu.
Na następne Grand Prix, Grand Prix San Marino, Dallara dostarczyła BMS Scuderia Italia model F188, który był używany do końca sezonu.
Dallara 3087 jest ostatnim samochodem, który nie jest samochodem Formuły 1, a który wziął udział w Grand Prix Formuły 1.

## Wyniki w Formule 1
| Legenda oznaczeń w tabelach wyników Wyświetl szablon na nowej stronie | Legenda oznaczeń w tabelach wyników Wyświetl szablon na nowej stronie                                                                     |
| Oznaczenie                                                            | Wyjaśnienie |
| --------------------------------------------------------------------- | --- |
| Złoty                                                                 | Zwycięzca lub mistrzostwo |
| Srebrny                                                               | 2. miejsce lub wicemistrzostwo |
| Brązowy                                                               | 3. miejsce lub II wicemistrzostwo |
| Zielony                                                               | Ukończył, punktował (w klasyfikacji generalnej, gdy zdobył co najmniej jeden punkt na przestrzeni sezonu, poza trzema powyższymi opcjami) |
| Niebieski                                                             | Ukończył, nie punktował (w klasyfikacji generalnej, gdy nie zdobył co najmniej jednego punktu na przestrzeni sezonu)                      |
| Czerwony                                                              | Nie zakwalifikował się (NZ) |
| Czerwony                                                              | Nie prekwalifikował się (NPK) |
| Różowy                                                                | Nie ukończył (NU) |
| Różowy                                                                | Niesklasyfikowany (NS) (w klasyfikacji generalnej, gdy nie został sklasyfikowany w żadnym wyścigu sezonu)                                 |
| Czarny                                                                | Zdyskwalifikowany (DK) |
| Czarny                                                                | Wykluczony (WYK/EX) |
| Biały                                                                 | Nie wystartował (NW) |
| Biały                                                                 | Kontuzjowany (K/INJ) |
| Biały                                                                 | Wyścig odwołany (OD/C) |
| Bez koloru                                                            | Został wycofany (WYC/WD) |
| Bez koloru                                                            | Nie przybył (NP/DNA) |
| Bez koloru                                                            | Nie brał udziału w treningach (NT/DNP) |
| Bez koloru                                                            | Nie został zgłoszony (–) |
| Pogrubienie                                                           | Start z pole position |
| Kursywa                                                               | Najszybsze okrążenie wyścigu |
| †                                                                     | Nie ukończył, ale jego rezultat został zaliczony ze względu na przejechanie więcej niż 90% dystansu wyścigu.                              |
| *                                                                     | Sezon w trakcie |
| 1/2/3                                                                 | Punktowana pozycja w sprincie kwalifikacyjnym                                                                                             |
| Lista systemów punktacji Formuły 1                                    | |

| Sezon | Zespół              | Silnik  | Opony | Kierowcy   | 1   | 2   | 3   | 4   | 5   | 6   | 7   | 8   | 9   | 10  | 11  | 12  | 13  | 14  | 15  | 16  | Pkt. | Msc. |
| ----- | ------------------- | ------- | ----- | ---------- | --- | --- | --- | --- | --- | --- | --- | --- | --- | --- | --- | --- | --- | --- | --- | --- | ---- | ---- |
| 1988  | BMS Scuderia Italia | Ford V8 | G     |            | BRA | SMR | MCO | MEX | CAN | DET | FRA | GBR | DEU | HUN | AUT | ITA | POR | ESP | JPN | AUS | 0    | –    |
| 1988  | BMS Scuderia Italia | Ford V8 | G     | Alex Caffi | NZ  |     |     |     |     |     |     |     |     |     |     |     |     |     |     |     | 0    | –    |